# Deutscher Comedypreis
Der Deutsche Comedypreis wird jährlich von der Brainpool TV GmbH verliehen. Da einige Brainpool-Eigenproduktionen ausgezeichnet wurden, ist dieser umstritten.

## Träger
Träger ist die Brainpool-Tochtergesellschaft Köln Comedy Festival GmbH welche hierzu eigens seit 2000 jenes Internationales Köln Comedy Festival vormals Köln Comedy Festivals veranstaltet. Geschäftsführer sind Ingrid Langheld (Geschäftsführerin der Brainpool Artist und Content Services GmbH) und Ralf Günther (Gründer der Brainpool TV GmbH). Die folgenden vier Auszeichnungen wurden ohne vorherige Nominierung vom Veranstalter, der Köln Comedy Festival GmbH, vergeben: Erfolgreichste deutsche Filmkomödie, Erfolgreichster Live-Act, Beste Newcomer, Ehrenpreis. Die weiteren Auszeichnungen wurden bis 2019 von einer jährlich wechselnden Jury vergeben.

## Jury
Die Jury bestand 2015 unter dem Vorsitz von Dieter Nuhr aus dem Geschäftsführer der Köln Comedy GmbH Ralf Günther, dem Executive Producer Josef Ballerstaller, DWDL Chefreporter Torsten Zarges, Regisseur Jan Markus Linhof, dem Creative Director von Warner Bros. International Television Production, Bernd von Fehrn, und Christiane Ruff, der Geschäftsführerin von ITV Germany.
Frühere Vorsitzende waren Olaf Schubert, Otto Waalkes, Jochen Busse und Thomas Hermanns.

## Verleihung
Erstmals verliehen wurde der Comedypreis im Jahr 1997, damals noch ohne Fernsehübertragung. Zwei Jahre später wurde die Verleihung von RTL ausgestrahlt. 2001 wurden die Preise erstmals im Rahmen einer Fernsehgala überreicht. Seitdem wird die Übertragung des Deutschen Comedypreises wie auch die des Deutschen Fernsehpreises im Studio 30/31 des „Coloneum Ossendorf“ der MMC (Magic Media Company) produziert. Im Jahr 2017 wurde die Übertragung erstmals in den Brainpool Studios in Köln-Mülheim aufgezeichnet. Seit 2020 wird die Gala live auf Sat.1 übertragen.
Der Preis wird u. a. in den Kategorien „Bester Komiker“, „Beste Komikerin“, „Beste Comedyshow“, „Beste Comedyserie“, „Beste Schauspielerin in einer Comedy-Serie“, „Bester Schauspieler in einer Comedy-Serie“, „Beste Moderation“, „Beste Sketchcomedy“, „Bestes Comedyevent“, „Bester Newcomer“, „Bestes TV-Soloprogramm“, „Erfolgreichster Live-Act“ und „Erfolgreichste Kino-Komödie“ verliehen. Außerdem gibt es einen „Ehrenpreis fürs Lebenswerk“ und diverse „Sonderpreise“.
Im August 2022 wurde bekannt, dass 2022 keine Preisverleihung im Rahmen eines Gala-Abends stattfinden soll. Die Comedypreise sollen weiter im Rahmen des Comedy Festivals verliehen werden, allerdings über das ganze Festival hinweg und damit auch verteilt auf verschiedene Fernsehsendungen.

## Die Preisträger

### Deutscher Comedypreis 1997
- Deutscher Comedypreis: Renate Berger und Thomas Hermanns für Quatsch Comedy Club[5]

### Deutscher Comedypreis 1998
- Bester Comedyact: Oliver Kalkofe für Kalkofes Mattscheibe
- Bester Nachwuchs-Act: Marcus Jeroch
- Beste Grundlagencomedy: das Satiremagazin Titanic[5]

### Deutscher Comedypreis 1999
Verliehen am 17. Dezember 1999, moderiert von Theo West
- Beste Komikerin: Gaby Köster für Ritas Welt
- Bester Komiker (Publikumspreis): Michael Mittermeier
- Beste Comedy-Serie: Lukas mit Dirk Bach
- Beste Comedy-Show: Die Wochenshow
- Beste Moderation: Stefan Raab für TV total
- Beste Musik-Comedy: Ö La Palöma Boys
- Bester Werbespot: DEA-Spot „Super Ingo!“
- Beste Radio-Comedy: Elmar Brandt und Peter Burtz für Die Gerd Show
- Ehrenpreis für sein Lebenswerk: Karl Dall[3]

### Deutscher Comedypreis 2000
Verliehen am 12. Dezember 2000, moderiert von Theo West und Atze Schröder

Jury: u. a. Martin Propp, Christiane Ruff, Anka Zink, Ingo Nowak, Winnie Gahlen
- Beste Komikerin (Publikumspreis): Anke Engelke für Anke

 Nominierungen: Mariele Millowitsch für Nikola, Gaby Köster für Ritas Welt
- Bester Komiker (Publikumspreis): Michael Mittermeier
- Bester Comedy-Act: Atze Schröder für Alles Atze
- Beste Musik-Comedy: Helge Schneider
- Beste Komikerin in einer Nebenrolle: Franziska Traub für Ritas Welt
- Beste Sitcom: Ritas Welt mit Gaby Köster
- Beste Comedy-Show: Quatsch Comedy Club mit Thomas Hermanns
- Bester Newcomer: Alf Poier
- Beste Comedy-Werbung: Verona Feldbusch
- Sonderpreis für unfreiwillige Komik: Tagesschau
- Ehrenpreis für sein Lebenswerk: Jochen Busse[3]

### Deutscher Comedypreis 2001
Verliehen am 2. November 2001, moderiert von Gaby Köster

Jury: Jochen Busse (Vorsitz), Jürgen von der Lippe, Herbert Feuerstein, Jacky Dreksler, Renate Kampmann, Sönke Wortmann, Georges Luks, Winni Rau
- Bester Komiker: Michael Bully Herbig für die Bullyparade

 Nominierungen: Kaya Yanar für Was guckst du?!, Michael Mittermeier
- Beste Komikerin: Anke Engelke für Anke

 Nominierungen: Cordula Stratmann für Zimmer frei!, Annette Frier für Die Wochenshow
- Beste Comedy-Show: Was guckst du?! mit Kaya Yanar

 Nominierungen: Freitag Nacht News, TV total
- Beste Comedy-Serie: Ritas Welt mit Gaby Köster

 Nominierungen: Alles Atze, Anke mit Anke Engelke
- Beste Kino-Komödie: Der Schuh des Manitu
- Bester Werbespot: Der Elvis Fan (Audi)

 Nominierungen: Apollo-Optik, Media Markt
- Entdeckung des Jahres: Johann König/Köhnich
- Ehrenpreis für sein Lebenswerk: Rudi Carrell[3]

### Deutscher Comedypreis 2002
Verliehen am 19. Oktober 2002, moderiert von Gaby Köster und Atze Schröder

Jury: u. a. Jochen Busse (Vorsitz), Jürgen von der Lippe, Herbert Feuerstein, Sönke Wortmann
- Beste Comedy-Show: Ladykracher

 Nominierungen: Bullyparade, Krüger sieht alles mit Mike Krüger
- Beste Comedy-Serie: Hausmeister Krause – Ordnung muss sein

 Nominierungen: Die Camper, Mein Leben & Ich
- Bester Komiker in einer Nebenrolle: Christoph Maria Herbst für Ladykracher

 Nominierungen: Dana Golombek für Die Camper, Bettina Zimmermann für Erkan & Stefan gegen die Mächte der Finsternis
- Beste Komikerin: Anke Engelke für Ladykracher

 Nominierungen: Cordula Stratmann für Annemie Hülchrath - Der Talk, Mariele Millowitsch für Nikola
- Bester Komiker: Markus Maria Profitlich für Mensch Markus

 Nominierungen: Bernd Stelter für Bernds Hexe, Tom Gerhardt für Hausmeister Krause – Ordnung muss sein
- Bester Newcomer: Axel Stein für Feuer, Eis & Dosenbier, Hausmeister Krause – Ordnung muss sein, Knallharte Jungs

 Nominierungen: Felicitas Woll für Berlin, Berlin, Elton für Elton.tv
- Beste Live-Comedy: Michael Mittermeier für Back to life
- Beste Kino-Komödie: Knallharte Jungs

 Nominierungen: Erkan & Stefan gegen die Mächte der Finsternis, Feuer, Eis & Dosenbier
- Ehrenpreis für sein Lebenswerk: Otto Waalkes[3]

### Deutscher Comedypreis 2003
Verliehen am 11. Oktober 2003, moderiert von Atze Schröder

Jury: u. a. Otto Waalkes (Vorsitz)
- Bester Komiker: Bastian Pastewka in Ohne Worte

 Nominierungen: Anke Engelke für Ladykracher, Kaya Yanar für Was guckst du?!
- Beste Comedy-Show: Genial daneben – Die Comedy Arena

 Nominierungen: OLM! mit Hans Werner Olm, TV total mit Stefan Raab
- Beste Comedy-Serie: Alles Atze mit Atze Schröder

 Nominierungen: Bewegte Männer, Nikola
- Beste Schauspielerin in einer Comedy: Gaby Köster für Ritas Welt

 Nominierungen: Heike Kloss für Alles Atze, Julia Stinshoff für Crazy Race
- Bester Schauspieler in einer Comedy: Atze Schröder für Alles Atze

 Nominierungen: Axel Stein für Axel!, Willi Thomczyk für Die Camper
- Beste Sketch-Show: Ladykracher mit Anke Engelke

 Nominierungen: Alt und durchgeknallt, Ohne Worte mit Bastian Pastewka
- Bester Newcomer: Ralf Schmitz für Die dreisten Drei

 Nominierungen: Johnny Challah für Axel!, Mirja Boes für Die dreisten Drei
- Bester Live-Act: Dieter Nuhr
- TV Spielfilm-Publikumspreis: Anke Engelke
- Ehrenpreis für sein Lebenswerk: Dieter Hallervorden
- Sonderpreis für die erste erfolgreiche Comedy-Show in Deutschland: Klimbim[3]

### Deutscher Comedypreis 2004
Verliehen am 17. Oktober 2004, moderiert von Atze Schröder
- Bester Comedian: Michael Bully Herbig für (T)Raumschiff Surprise – Periode 1

 Nominierungen: Atze Schröder, Bastian Pastewka, Hans Werner Olm
- Beste Comedy-Show: Olm! mit Hans-Werner Olm

 Nominierungen: Zimmer frei!, Rent a Pocher
- Beste Comedy-Serie: Familie Heinz Becker

 Nominierungen: Mein Leben & Ich, Was nicht passt, wird passend gemacht
- Beste Schauspielerin in einer Comedy-Serie: Wolke Hegenbarth für Mein Leben & Ich

 Nominierungen: Janine Kunze für Hausmeister Krause, Arzu Bazman für Schulmädchen
- Bester Schauspieler in einer Comedy-Serie: Ingo Naujoks für Bewegte Männer

 Nominierungen: Walter Sittler für Nikola, Ralf Richter für Was nicht passt, wird passend gemacht
- Beste Moderation: Hape Kerkeling für Die 70er Show

 Nominierungen: Sonja Zietlow und Dirk Bach für Ich bin ein Star – Holt mich hier raus!, Oliver Pocher und Kai Pflaume für die Wok-WM
- Beste Sketch-Show: Mensch Markus mit Markus Maria Profitlich

 Nominierungen: Die dreisten Drei, Tramitz and Friends
- Bester Newcomer: Hennes Bender

 Nominierungen: Ingo Oschmann, Mario Barth
- Beste Live-Comedy: Michael Mittermeier
- Beste Kino-Komödie: (T)Raumschiff Surprise – Periode 1
- Ehrenpreis für sein Lebenswerk: Emil Steinberger
- Sonderpreis für Ausdauer und Popularität: 7 Tage, 7 Köpfe

### Deutscher Comedypreis 2005
Verliehen am 15. Oktober 2005, moderiert von Atze Schröder
- Beste Comedy-Show: Rent a Pocher mit Oliver Pocher

 Nominierungen: Hape trifft!, Freitag Nacht News, Kalkofes Mattscheibe
- Beste Comedy-Serie: Alles Atze mit Atze Schröder

 Nominierungen: Stromberg, Axel! will’s wissen, Mein Leben & Ich
- Beste(r) Schauspieler(in) in einer Comedy-Serie: Christoph Maria Herbst für Stromberg

 Nominierungen: Wolke Hegenbarth, Sabine Pfeifer, Rick Kavanian
- Beste Sketch-Show: Bully & Rick

 Nominierungen: Ohne Worte, Die dreisten Drei, Tramitz and Friends
- Bester Komiker: Hape Kerkeling

 Nominierungen: Bully Herbig, Ralf Schmitz, Oliver Pocher
- Beste Komikerin: Cordula Stratmann

 Nominierungen: Mirja Boes, Hella von Sinnen, Gaby Köster
- Beste Impro-Comedy: Schillerstraße

 Nominierungen: Frei Schnauze, Dittsche, Genial daneben
- Beste Kino-Komödie: 7 Zwerge – Männer allein im Wald
- Bester Newcomer: Kurt Krömer
- Beste Live-Comedy: Mario Barth
- Ehrenpreis für sein Lebenswerk: Helge Schneider

### Deutscher Comedypreis 2006
Verliehen am 10. Oktober 2006, moderiert von Atze Schröder
- Beste Comedy-Show: Genial daneben – Die Comedy Arena (Sat.1)

 Nominierungen: Hape trifft! (RTL), Schmitz komm raus! (Sat.1)
- Beste Comedy-Serie: Pastewka mit Bastian Pastewka (Sat.1)

 Nominierungen: Stromberg (ProSieben), Mein Leben & Ich (RTL)
- Beste Sketch-Comedy: Mensch Markus mit Markus Maria Profitlich (Sat.1)

 Nominierungen: Die dreisten Drei (Sat.1), Sechserpack (Sat.1)
- Beste Komödie: Ladyland mit Anke Engelke (Sat.1)

 Nominierungen: Arme Millionäre (RTL), Die ProSieben Märchenstunde
- Beste Komikerin: Hella von Sinnen

 Nominierungen: Cordula Stratmann, Mirja Boes
- Bester Komiker: Hape Kerkeling

 Nominierungen: Oliver Pocher, Ralf Schmitz
- Beste Schauspielerin: Andrea Sawatzki

 Nominierungen: Anke Engelke, Wolke Hegenbarth
- Bester Schauspieler: Christoph Maria Herbst

 Nominierungen: Bastian Pastewka, Sky du Mont
- Beste Live-Comedy: Mario Barth
- Bester Newcomer: Paul Panzer
- Bester internationaler Comedian: Borat (alias Sacha Baron Cohen)
- Sonderpreis: Horst Schlämmer (alias Hape Kerkeling)
- Ehrenpreis: Jürgen von der Lippe

### Deutscher Comedypreis 2022
- Ehrenpreis: Thomas Hermanns[7]
- TV-Soloprogramm: Carolin Kebekus[8]
- TV-Comedy/Satire-Show: heute-show
- Live-Programm: Luke Mockridge
- Newcomer: Nico Stank
- Sonderpreis: Olga Stetsenko
- Sonderpreis für herausragende Leistungen: Michael Mittermeier

### Deutscher Comedypreis 2023
- Erfolgreichstes Live-Programm: all you can eat von Felix Lobrecht[9]
- Ehrenpreis: Ralf Günther
- Beste Newcomerin: Negah Amiri[10]

### Deutscher Comedypreis 2024
- Bester Newcomer: Tony Bauer[11]
- Erfolgreichstes Live-Programm: Mach mal das große Licht an von Torsten Sträter

## Statistik
| Statistik                                                                  |                                                    |
| Am häufigsten honorierte Komikerin (Solopreis)                             | Anke Engelke und Carolin Kebekus (je 5 Preise)     |
| Am häufigsten honorierter Komiker (Solopreis)                              | Mario Barth (9 Preise)                             |
| Am häufigsten in Folge honorierte(r) Komiker(in) (Solopreis)               | Mario Barth (7×: 2005–2011)                        |
| Am häufigsten honorierte Komikerin (inkl. Besetzung, Produktion und Regie) | Anke Engelke (14 Preise)                           |
| Am häufigsten honorierter Komiker (inkl. Besetzung, Produktion und Regie)  | Mario Barth (10 Preise)                            |
| Am häufigsten honorierte Sendung                                           | Ladykracher und Heute-show (je 5 Preise)           |
| Am häufigsten honorierte Sendung in allen Kategorien                       | Ladykracher (7 Preise)                             |
| Am häufigsten nominierte Komikerin in allen Kategorien                     | Anke Engelke (24 Nominierungen)                    |
| Am häufigsten nominierter Komiker in allen Kategorien                      | Bastian Pastewka (19 Nominierungen)                |
| Am häufigsten nominierte Sendung in allen Kategorien                       | Ladykracher und Switch reloaded (10 Nominierungen) |

## Kritik
In Folge 80 des Internetmagazins Fernsehkritik-TV stellte der Journalist Holger Kreymeier die Seriosität des deutschen Comedypreises infrage, indem er kritisierte, dass sich seit einigen Jahren die Liste der Nominierten kaum verändert habe und dass beispielsweise in der Kategorie „Beste Schauspielerin“ ein Turnus zu erkennen sei. Er verglich die Art und Weise, wie die Nominierungen zustande kommen, mit Inzest. Ebenfalls auffällig sei, dass bisher ausschließlich Fernseh- und Kinofilme beziehungsweise Serien nominiert wurden, Internetplattformen wie YouTube oder Dailymotion dagegen nie berücksichtigt wurden.
Stefan Stuckmann kritisiert bei Übermedien die enge Verbindung zwischen dem Comedypreis und Brainpool sowie der Banijay Group. So werden zum Beispiel die Sendungen der am häufigsten nominierten bzw. honorierten Künstler (Mario Barth, Anke Engelke, Bastian Pastewka) alle von Brainpool produziert. Auch die im August 2020 verkündete Umgestaltung zu einem Publikumspreis sei "nur eine Mogelpackung, denn das Publikum hat kein Vorschlagsrecht".